# 259344 Paré
259344 Paré è un asteroide della fascia principale. Scoperto nel 2003, presenta un'orbita caratterizzata da un semiasse maggiore pari a 2,6039467 UA e da un'eccentricità di 0,1287705, inclinata di 10,76782° rispetto all'eclittica.